# Karl Strölin
Karl Emil Julius Strölin (né le 21 octobre 1890 à Berlin et mort le 21 janvier 1963 à Stuttgart), est une personnalité politique du national-socialisme. Il fut maire de Stuttgart de 1933 à 1945.

## Biographie

### Sa carrière administrative
Il naquit en 1890 dans une famille marquée par le piétisme. Fils d'un futur général, il put entrer dans le corps de cadets prussien, ce qui lui ouvrit une carrière d'officier. Promu capitaine, il participa à la Première Guerre mondiale. En 1920, il fut contraint de quitter l'armée en raison des dispositions du Traité de Versailles sur le désarmement de l’Allemagne. Il étudia alors le droit et les sciences politiques à Vienne et à Gießen de 1920 à 1923 et obtint son doctorat avec une thèse intitulée Die wirtschaftliche Lage des Mittelstands und der Arbeiterschaft der Stadt Stuttgart vor und nach dem Krieg (La situation économique de la classe moyenne et de la classe ouvrière de la ville de Stuttgart avant et après la guerre). À Stuttgart, il fit ensuite carrière dans les usines à gaz de la ville. Pendant ses études, il s'était rapproché du parti ouvrier national-socialiste allemand, le NSDAP) d'Adolf Hitler où il entra pour la première fois en 1923, puis à nouveau en 1931.

### Un homme politique nazi
En 1931, il se présenta aux élections municipales de Stuttgart en tant que candidat national-socialiste contre le sortant Karl Lautenschlager, mais il fut sévèrement battu, ne recevant qu’à peine 26 000 voix contre plus de 115 000 pour son concurrent.
Il entra cependant au conseil municipal de Stuttgart lors des élections municipales suivantes et y devint président du groupe NSDAP. Après que les nationaux-socialistes se furent emparés du pouvoir, le nouveau gouverneur du Reich du Wurtemberg, Wilhelm Murr, le nomma le 16 mars 1933 Reichsstatthalter chargé d'administrer la ville de Stuttgart.
À ce poste, il ne cessa de mettre en œuvre ses idées nationales-socialistes. Lautenschlager, le maire, se vit rétrogradé à ne plus faire qu'ouvrir les lettres. Les opposants politiques et les Juifs perdirent leur emploi dans l'administration de la ville. En quelques mois, il avait mis l'administration municipale sur de nouvelles voies. Le 1er juillet 1933, il fut nommé par Murr maire de Stuttgart à vie.
C’est sur la question de l’urbanisme et de la construction de logements qu’il estimait que ses tâches administratives en tant que maire étaient les plus importantes. Quelques semaines seulement après son entrée en fonction, le 1er mai 1933, il faisait incorporer les communes de Weilimdorf, Mühlhausen et Zazenhausen, indépendantes jusque là et situées au nord de Stuttgart. Il y créa de l’espace pour de nouveaux logements, mais conformément à l’idéologie nationale-socialiste, n’y étaient autorisés à emménager que les candidats « racialement supérieurs » (ce qu’on appelait les Aryens).
Parmi ses nombreux autres postes, il devint en 1933 président du Deutschen Ausland-Institut (Institut des Allemands à l’étranger ou DAI) de Stuttgart. Cette organisation, conçue à l’origine pour soutenir les Allemands vivant à l’étranger et se documenter sur eux, s’impliqua dans de nombreuses activités dans le domaine de la politique nationale-socialiste du Volkstum pendant le nazisme.
À plusieurs reprises au cours de son mandat Strölin se rendit à Berlin, la capitale du Reich, pour se faire connaître et faire connaître sa ville à Adolf Hitler et à son entourage. Cela valut à Stuttgart le titre nazi honorifique de « Ville des Allemands de l’étranger ». Strölin finit par se hisser jusqu’à la Reichsleitung du parti nazi.
Par ailleurs Strölin, en tant que maire, fut responsable, au moins indirectement, de la déportation de plus de 2 000 Juifs dans des camps de concentration depuis la gare nord de Stuttgart entre 1941 et 1945. À quelques exceptions près, ils ont été assassinés pendant l’Holocauste.

### Dans la résistance contre Hitler
Il avait des contacts avec l’ancien maire de Leipzig, Carl Friedrich Goerdeler, qui devait jouer un rôle important dans le complot du 20 juillet 1944. Le 14 avril 1944, au nom de Goerdeler, Strölin fit demander au feld-maréchal Erwin Rommel s’il voulait rencontrer l’ancien ministre des Affaires étrangères du Reich Konstantin von Neurath afin de discuter d’un changement complet de politique en Allemagne. Par prudence politique Rommel ne vint pas lui-même, mais envoya Hans Speidel, son chef d’état-major, retrouver Neurath et Strölin à Freudenstadt le 27 mai 1944. Speidel devait plus tard déclarer : « Le Dr Strölin a surtout insisté sur le problème crucial que posait la personne même d’Adolf Hitler, car avec lui les pays étrangers ne concluraient aucun arrangement politique. Ce n’est qu’en l’éliminant qu’une politique nouvelle et constructive serait possible. - Les deux hommes [Neurath et Strolin] ont demandé à transmettre au maréchal un appel urgent à se rendre disponible pour sauver le Reich, soit comme commandant en chef de la Wehrmacht, soit comme chef d’État par intérim ».
Après l’attentat du 20 juillet, la maison de Strölin fut fouillée elle aussi, mais on n’y trouva rien susceptible de l’incriminer. Il fut démis de ses fonctions à la direction supérieure du NSDAP en 1944 et rétrogradé au sein du parti mais resta cependant maire de Stuttgart.

### Aux derniers jours de la guerre
En avril 1945, alors que les troupes françaises et américaines s’avançaient vers Stuttgart, les nazis érigèrent la ville en forteresse et exigèrent qu’on la défendît par tous les moyens disponibles. En tant qu’ancien officier, Strölin connaissait l’impossibilité de défendre cette ville encaissée dans sa vallée et qui avait déjà été sévèrement endommagée par de puissants raids aériens. Des combats terrestres sur son territoire même n’auraient pas seulement détruit des bâtiments et des services publics encore intacts, mais causé des milliers de morts supplémentaires parmi les habitants. Son intervention personnelle empêcha l’explosion au-dessus du Neckar du pont qui portait la conduite d’eau vers Stuttgart.
Il entra donc secrètement en contact avec l’armée française et proposa de livrer sa ville natale sans combat. Par là, il risquait délibérément sa vie, car il défiait l’ordre exprès des dirigeants nazis de résister coûte que coûte. De fait, ayant appris les contacts de Strölin avec l’armée ennemie, la Gestapo lança contre lui un mandat d’arrêt. Mais à Stuttgart l’opérateur radio qui le reçut par télégraphe le fit disparaître. Ce geste ne sauva pas seulement Strölin d’une exécution sommaire, mais épargna à la ville une destruction totale. Le 21 avril 1945, les troupes françaises purent occuper en grande partie sans combat les quartiers de Stuttgart sur la rive gauche du Neckar avec le centre-ville. Les troupes américaines s’installèrent dans les districts de la rive droite du Neckar avec Bad Cannstatt. Le lendemain Strölin remit officiellement la ville à un général français et proposa en même temps comme nouveau maire l’avocat Arnulf Klett qui n’adhérait à aucun parti et à qui on ne pouvait rien reprocher.

### Après la guerre
Comme il avait joué un rôle important dans la politique nazie, les Alliés commencèrent par l’emprisonner et l’interner un certain temps dans le camp de prisonniers de guerre no 32 (le Camp Ashcan) à Bad Mondorf, au Luxembourg. Par la suite il fut remis en liberté et même classé parmi « ceux qui avaient le moins à se reprocher » au cours du processus de dénazification. Sur son passé nazi, cependant, il n’exprima jamais ni regret ni autocritique. Au contraire il considéra jusqu’à sa mort que le national-socialisme avait été plutôt une idée politique fondamentalement bonne, mais que simplement Hitler et son entourage l’avaient trahie. En 1950, il publia un livre, Stuttgart im Endstadium des Krieges (Stuttgart dans la phase finale de la guerre). Au début des années 1950, un tribunal lui accorda une pension de la ville de Stuttgart. Dans l’après-guerre, il fut attaqué non seulement par des milieux de gauche mais aussi par d’autres d’extrême droite, car il aurait « trahi l’Allemagne » par ses contacts avec la résistance et par la reddition de Stuttgart.
Il repose au cimetière de Waldfriedhof.

## Fonctions honorifiques
- 1933 Président du Deutschen Ausland-Institutes (DAI)[5]
- 1938–1945 Präsident des Internationalen Verbandes für Wohnungswesen und Städtebau[6],[7],[8]